# Ormuz (ciudad)
Ormuz fue una antigua ciudad en la isla y estrecho del mismo nombre, en la entrada al golfo Pérsico. El reino de Ormuz fue durante los siglos X al XVII un reino ubicado dentro del golfo Pérsico y que se extendía hasta el estrecho de Ormuz. El reino fue establecido por los príncipes árabes en el siglo X y en 1262 vino a caer bajo la soberanía de Persia. En 1515 la plaza fue tomada por el portugués Afonso de Albuquerque. En 1622, estando bajo soberanía de Felipe IV de España, fue conquistada por un contingente persa con apoyo inglés.
El reino recibe su nombre de la ciudad portuaria fortificada que era su capital. Era uno de los puertos más importantes en Oriente Medio en la época pues controlaba las rutas comerciales marítimas a través del golfo Pérsico a la India y África oriental. Este puerto probablemente estaba en la isla de Ormuz, que se ubica cerca de la ciudad moderna de Bandar Abbas.
El nombre del puerto, la isla y el reino es iraní y en último término deriva de la deidad zoroastriana Ahura Mazda, que se convierte en Ohrmazd en persa pahlavi, Hirmiz en persia medio maniqueo y Hormoz en neo-persa.

## Historia
La ciudad-estado de Ormuz data del siglo XIII cuando controlaba el mercado de esclavos desde África y Arabia hacia 
Jorasán en Persia. En su cénit del siglo XIII al XIV, Ormuz fue un poderoso estado naval con una flota comercial 
grande y activa y una poderosa armada. Petrashevsky señala el tamaño de la flota de hasta 500 barcos. Debe señalarse que estos barcos no 
estaban armados con cañones.
Situado entre el golfo Pérsico y el Océano Índico, Ormuz era "sinónimo de riqueza y lujo". La ciudad fue también conocida por su licenciosidad según los relatos de los visitantes portugueses; Duarte Barbosa, uno de los primeros portugueses que viajaron a Ormuz a finales del siglo XV, encontró: 

Los mercaderes de esta isla y ciudad son persas y árabes. Los persas [hablan árabe y otro idioma al que llaman Psa], son altos y bien parecidos, siendo un pueblo bueno y resistente, tanto los hombres como las mujeres; son corpulentos y tranquilos. Sostienen el credo de Mafamede en gran honor. Se permiten muchas licencias, de manera que mantienen entre ellos jóvenes con fines de abominable perversión. Son músicos, y tienen instrumentos de diversos tipos. Los árabes son más oscuros y morenos que ellos.

Como consecuencia de la expansión portuguesa hacia la India, en septiembre de 1507 el portugués Alfonso de Albuquerque desembarcó en la isla. En octubre Albuquerque atacó esta ciudad, conquistándola, y casi consiguió concluir la construcción del Fuerte de Nuestra Señora de la Victoria, si no fuese por la deserción de tres capitanes portugueses (Motín de los Capitanes). Fue forzado a abandonarla en enero de 1508.
El 1 de abril de 1515, Albuquerque, ya gobernador de la India, regresó a Ormuz, reconstruyó la fortificación del (Fuerte de Nuestra Señora de la Concepción de Ormuz) y estableció la soberanía portuguesa, subordinada a la India portuguesa. Portugal ocupó Ormuz desde 1515 hasta 1622. Fue durante la ocupación portuguesa de la isla que el mandeísmo atrajo por vez primera la atención occidental. Los mandeístas huían de la persecución del vilayato de Bagdad (que, en aquella época, incluía Basora y Juzestán en Irán). Cuando los portugueses los conocieron, los identificaron por error como los "cristianos de San Juan", análogos a los cristianos de Santo Tomás de la India. Los mandeístas, por su parte, estaban deseando aprovecharse de la confusión, y se ofrecieron a aceptar la autoridad papal y la soberanía portuguesa si los portugueses invadían el Imperio Turco Otomano y liberaban a sus correligionarios. Los portugueses se sintieron atraídos por la perspectiva de lo que parecía ser una gran comunidad cristiana bajo gobierno musulmán. No fue hasta que se habían comprometido a la conquista de Basora que se dieron cuenta de que los mandeístas no eran lo que pretendían.
Como vasallos del estado portugués, el reino de Ormuz participó conjuntamente en la invasión de Baréin en 1521 que acabó con el gobierno jabrida del archipiélago del golfo. El gobernante jabrida era nominalmente vasallo de Ormuz, pero el rey jabrida Muqrin ibn Zamil rechazó pagar el tributo que Ormuz le exigía, lo que dio lugar a la invasión bajo el mando del conquistador portugués António Correia. En la lucha por Baréin, la mayor parte del combate se llevó a cabo por tropas portuguesas, mientras que el almirante ormusí, Reis Xarafo, solo se limitó a observar. Los portugueses gobernaron Baréin a través de una serie de gobernadores ormusíes. Sin embargo, los ormusíes sunníes no eran populares dentro de la población chií de Baréin que sufría desventajas religiosas, lo que llevó a la rebelión. En un caso el gobernador ormusí fue crucificado por los rebeldes, y el gobierno portugués acabó en 1602 después de que el gobernador ormusí, que era pariente del rey ormusí, comenzó a ejecutar miembros de las familias más destacadas de Baréin.
De la época de ocupación portuguesa data una descripción de la ciudad por un cronista portugués:
"La ciudad de Ormuz está situada en una pequeña isla llamada Gerum que queda casi en la garganta del estrecho del mar Pérsico tan cerca de la costa de la tierra de Persia que habrá de una a otra tres leguas y desde la otra a Arabia y tendrá alrededor poco más de tres leguas: toda muy estéril y en mayor parte una minera de sal y azufre sin terner naturalmente un ramo o hierba verde.
La ciudad en sí es muy magnífica en edificios, gruesa en trato por ser una escala donde concurren todas las mercaderías orientales y occidentales en ella, y las que vienen de Persia, Armenia y Tartaria que le quedan al norte: de manera que no teniendo la isla en sí cosa propia, por comercio tiene todas las estimadas del mundo (...) la ciudad es tan vizosa y abastecida, que dicen los moradores de ella que el mundo es un anillo y Ormuz una piedra preciosa engastada en él" (João de Barros, Décadas da Ásia II, L. II cap. 2, 1552)
El tema de la licenciosidad de los ormusíes es fuerte en la descripción que hace Henry James Coleridge de Ormuz en su vida del misionero san Francisco Javier que visitó Ormuz en su viaje a Japón:

Su estado moral era enorme e infamemente malo. Era la sede de la sensualidad más repugnante, y de todas las más corruptas formas de cada religión en oriente. Los cristianos eran tan malos como el resto en la extrema licenciosidad de sus vidas. Había pocos sacerdotes, pero ellos daban mala fama a su nombre. 

Los árabes y los persas han introducido y vulgarizado las más detestables formas de vicio. Se dice que Ormuz es un Babel por su confusión de lenguas, y por sus abominaciones morales para ponerse a la altura de las ciudades de la Llanura. Un matrimonio legal era una rara excepción. Los extranjeros, soldados y comerciantes, perdían toda restricción en la indulgencia de sus pasiones. La avaricia se convirtió en ciencia: se estudiaba y practicaba, no por la ganancia, sino por sí misma, y por el placer de engañar. El mal se ha hecho bueno, y se creía que era un buen negocio romper las promesas y pensar que los compromisos no son nada…

Después de que los portugueses hicieran varios intentos de asumir el control de Basora, el gobernante safávida Abás de Persia conquistó el reino con la ayuda de los ingleses. En efecto, con la dinastía filipina, las posesiones portuguesas en todo el mundo se volvieron objeto de ataques de los enemigos de España. De ahí la caída del Fuerte de Queixome, una flotilla persa con más de 3.000 hombres y con el apoyo de seis embarcaciones inglesas, pusieron cerco al Fuerte de Ormuz (20 de febrero de 1622). Los persas ofrecieron al comandante portugués de la plaza la isla de Qeshm en trueque de 500.000 patacas y el puerto de Julfar, en la costa de Arabia, recién conquistado a los portugueses por una fuerza combinada de árabes y persas. La oferta, entre tanto, fue rechazada, y en pocos meses, la isla de Ormuz era perdida a favor de los persas y sus aliados ingleses (3 de mayo). La guarnición y la población portuguesa de la isla, cerca de 2.000 personas, fueron enviadas a Mascate. Los portugueses fueron expulsados de todo el golfo Pérsico, con la excepción de Mascate. Los portugueses volvieron al golfo el año siguiente como aliados de Afrasiyab, el pachá de Basora, contra los persas. Afrasiyab fue anteriormente un vasallo otomano pero había sido efectivamente independiente desde 1612. Ellos nunca volvieron a Ormuz.
Ormuz se convirtió en un tópico de riqueza dentro de la literatura en inglés, como en un texto de John Speed de 1626, el verso 20 del poema Bermudas de Andrew Marvel (Jewels more rich than Ormus shows (Joyas más preciosas que las que muestra Ormuz) y en un famoso pasaje del poema épico de John Milton Paraíso perdido, Libro II, versos 1-5 (High on a throne of royal state, which far / outshone the wealth of Ormus and of Ind,)
A mediados del siglo XVII fue capturada por el imán de Mascate, pero fue posteriormente recapturada por los persas. Actualmente, forma parte de la provincia iraní de Hormozgan.